# دستگاه بلوری راست‌لوزی
دستگاه بلوری راست‌لوزی یا اورتورومبیک (به انگلیسی: Orthorhombic crystal system) یکی از ۷ دستگاه بلوری (دستگاهی که با سه بردار شناخته می‌شود) است که در آن سه بردار نامساوی بوده و همهٔ زاویه‌ها ۹۰ درجه هستند.

## گونه‌ها
چهر گونه دستگاه راست‌لوزی باشنده است.
| راست‌لوزی ساده | راست‌لوزی قاعدهٔ مرکزپر | راست‌لوزی مرکزپر | راست‌لوزی وجوه مرکزپر |
| راست‌لوزی ساده | راست‌لوزی قاعدهٔ مرکزپر | راست‌لوزی مرکزپر | راست‌لوزی وجوه مرکزپر |